# アブドゥル＝アジズ・ヤクブ
アブドゥル＝アジズ・ヤクブ（Abdul-Aziz Yakubu 、1998年11月10日 - ）は、ガーナ・タマレ出身のプロサッカー選手。ポジションはフォワード（CF）。

## 来歴
2017年にFCヴィゼラでトップ昇格を果たし、その後はポルトガル国内のクラブを転々とした。
2022年、リオ・アヴェFCに完全移籍。
2023年に中国の武漢三鎮足球倶楽部へ期限付き移籍。
2024年、リオ・アヴェFCに復帰。
2024年6月19日、清水エスパルスへ完全移籍。2024年シーズン後半戦はJ2リーグ6試合の出場に留まるも3ゴールを記録し、2025年1月5日に清水との契約を更新。しかし、1月28日に海外クラブ移籍を前提とした手続きと準備のためチームを離脱することが発表された。
2025年2月14日、青島西海岸足球倶楽部への期限付き移籍が発表された。

## 個人成績
| クラブ                             | シーズン | リーグ                           | リーグ | リーグ | カップ | カップ | 合計 | 合計 |
| クラブ                             | シーズン | リーグ                           | 出場   | 得点   | 出場   | 得点   | 出場 | 得点 |
| ---------------------------------- | -------- | -------------------------------- | ------ | ------ | ------ | ------ | ---- | ---- |
| ヴィゼラ                           | 2016-17  | リーガプロ                       | 1      | 0      | 0      | 0      | 1    | 0    |
| ヴィゼラ                           | 2017-18  | カンペオナート・デ・ポルトゥガル | 15     | 2      | 1      | 0      | 16   | 2    |
| ヴィゼラ                           | 2018-19  | カンペオナート・デ・ポルトゥガル | 0      | 0      | 0      | 0      | 0    | 0    |
| ヴィゼラ                           | 合計     | 合計                             | 16     | 2      | 1      | 0      | 17   | 2    |
| ヴィトーリア・ギマランイスB (loan) | 2018-19  | リーガプロ                       | 28     | 12     | –      | –      | 28   | 12   |
| ヴィトーリア・ギマランイス (loan)  | 2018-19  | プリメイラ・リーガ               | 1      | 0      | 0      | 0      | 1    | 0    |
| 通算                               | 通算     | 通算                             | 45     | 14     | 1      | 0      | 46   | 14   |